# 한스타 디스플레이 코퍼레이션
한스타 디스플레이 코퍼레이션 (HannStar Display Corporation, 瀚宇彩晶)은 컴퓨터 모니터, 노트북 디스플레이, 텔레비전 등을 생산하는 중화민국의 IT 기업이다.

## 개관
1998년 6월 설립한, 한스타 디스플레이는 다음과 같은 브랜드의 제품을 생산한다.
- 한스타(HannStar) - LCD 모니터
- 한스프리(HannSpree) - LCD 모니터, 노트북, 텔레비전
- 한스G(HannsG) - 게이밍 모니터

한스타 디스플레이는 LCD 제조 공장 1개와 LCM 제조 공장 1개가 있다. 한스타 디스플레이는 히타치와 도시바로부터 기술 이전을 통하여 TFT LCD 제조 기술을 획득했다. 한스타는 2004년 9월 타이완 증권거래소에 등록되었다.

## 같이 보기
- 대만의 기업 목록